# Siraya

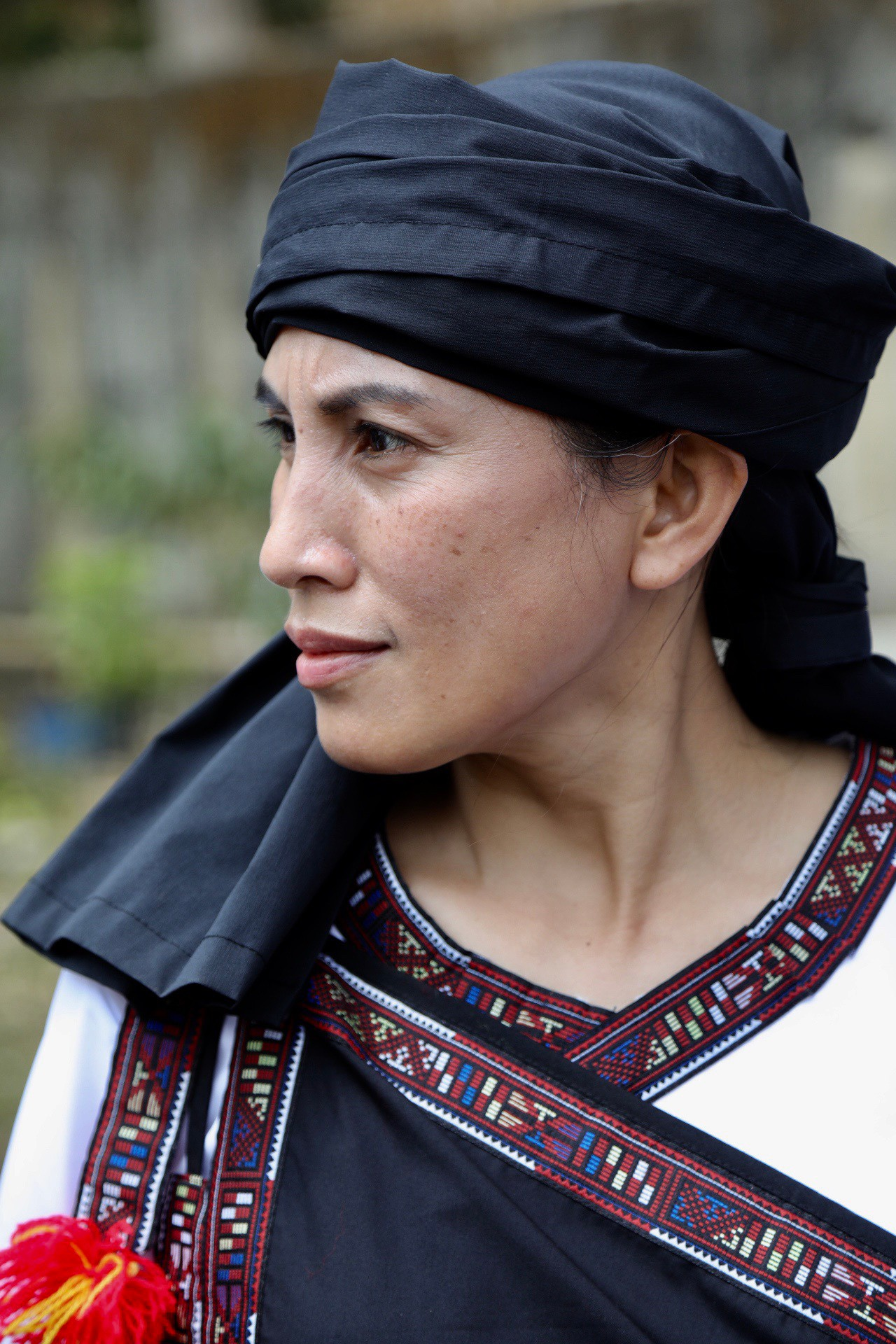
Siraya-Frau in traditioneller Kleidung

Sprachen auf Formosa

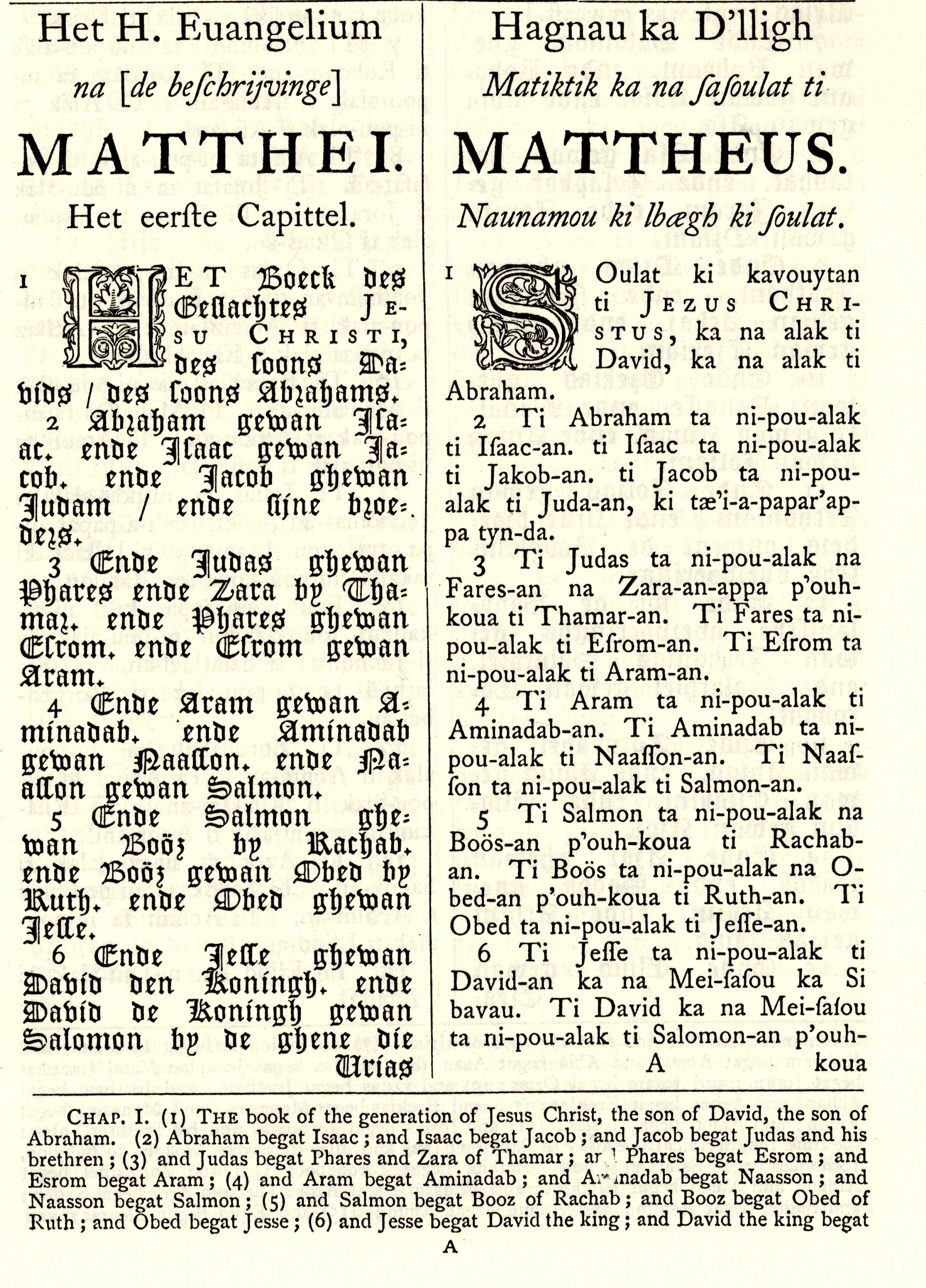
Neuausgabe von Gravius: Het heylige Euangelium Matthei en Johannis.

Die Siraya sind ein indigenes Volk in Taiwan, das erstmals im 17. Jahrhundert von den Niederländern beschrieben wurde.
Sie leben im flachen Südwesten der Insel in der Gegend von Tainan und sind heute weitgehend sinisiert. Trotzdem streben sie seit einigen Jahren nach offizieller Anerkennung, und ihre ethnische Identität befindet sich in einem dynamischen Rekonstruktionsprozess.

## Sprache
Die Siraya sprachen eine eigene Sprache, die zu den austronesischen Sprachen gehörte. Das Siraya gilt seit über hundert Jahren als ausgestorben. Es ist heute nur über Materialien von niederländischen Missionaren des 17. Jahrhunderts zugänglich.

## Wirtschaft
Die Siraya lebten vom Ackerbau. Ihre primären Nahrungspflanzen waren Hirse und Reis, die durch Früchte und Gemüse ergänzt wurden. Dazu kam der Fang von Fischen und Meeresfrüchten sowie die Jagd. Es wurden keine Vorräte angelegt, sondern immer nur so viel angepflanzt oder gesammelt, wie die jeweilige Dorfgemeinschaft zum Leben brauchte.
Die Nahrungsmittelproduktion wurde größtenteils von den Frauen organisiert, verwaltet und verteilt. Die Männer halfen mit, wenn sie nicht auf einer ihrer sporadischen Kopfjäger-Fehden waren. Das Land gehörte den Frauen einer Großfamilie (Klan).
Der Ackerbau beruhte auf Brandrodung. Wenn der Boden nach einigen Jahren ausgenutzt war, ließ man ihn brach liegen und verlagerte das Dorf einige Kilometer weiter.

## Gesellschaft
Die Gesellschaft der Siraya bestand aus Klans/Sippen, die sich jeweils auf eine gemeinsame Vorfahrin beriefen. Bis zu vier Generationen einer Mutterlineage lebten gemeinsam in einem Langhaus, d. h. Großmutter, Mutter, Tochter und Enkelin sowie Brüder, Onkel und Söhne. Es herrschte die so genannte Besuchsehe: Ehemänner lebten nicht mit ihren Frauen zusammen, sondern arbeiteten in ihrer eigenen Großfamilie mit. Nachts besuchten sie ihre Ehefrauen, verließen diese jedoch im Morgengrauen ohne gemeinsame Mahlzeit. Ehepartner waren voneinander ökonomisch unabhängig und einander in keiner Weise durch Pflichten oder Rechte verbunden. Kinder verblieben in der Großfamilie der Frau.
Heiraten wurden schnell arrangiert und ebenso einfach wieder aufgelöst. Um zu heiraten, bat ein Mann seine Mutter oder Schwester, sie möchte bitte zur Muttersippe der Auserwählten gehen und dort ein Geschenk abgeben. Wenn die Familie der Frau einverstanden war, nahm sie das Geschenk an, und die Hochzeit war ohne weitere Zeremonie „rechtsgültig“: Der Mann durfte die Frau während der Nacht besuchen, bis entweder sie oder er dies nicht mehr wünschten.
Zur Zeit der niederländischen Missionare im 17. Jahrhundert betrieben die Siraya eine einfache Art der Geburtenregelung: Sippenmütter, Männerrat und Schamaninnen hatten beschlossen, dass eine Frau erst nach dem 30. Lebensjahr ein Kind austragen durfte. Wurde eine Frau früher schwanger, wurde das Kind abgetrieben.

## Politik
Nach den Beschreibungen kannten die Siraya keine dauerhaften Anführer oder Häuptlinge. Der holländische Missionar Georgius Candidius beklagte sich in einem Brief von 1630 mehrmals über diese Tatsache, da er nicht einfach über den Befehl eines bekehrten Anführers ganze Dörfer bekehren konnte. Er sah es als Hindernis, dass jeder Siraya frei war zu glauben und zu tun, was er wollte.
Das wichtigste soziale Unterscheidungsmerkmal waren keine Ränge, Macht oder Besitz, sondern das Alter. Jedes Dorf, bestehend aus mehreren Großfamilien, hatte einen Ältestenrat. Dieser hatte jedoch keine Exekutivgewalt, konnte keine Anweisungen oder Befehle geben. Der Ältestenrat, der aus ungefähr zwölf gewählten Männern bestand, diskutierte über anfallende Probleme, suchte nach der besten Lösung und schlug diese dann dem versammelten Dorf vor, das wiederum die Vor- und Nachteile des Vorschlages diskutierte. Keiner musste sich der Entscheidung fügen – jeder urteilte für sich selbst, ob er den Vorschlag annahm oder nicht.
Die Rechtsprechung beruhte auf Kompensation, die durch Vermittler oder direkt zwischen den Beteiligten ausgehandelt wurde. Neben dem Männerrat oder Ältestenrat hatte die Versammlung der Schamaninnen einen großen Einfluss.

## Religion
Die Siraya verehrten eine Göttin Takangpada, die im Osten lebte, und ihren Begleiter oder Bruder Tamagisangach, der im Westen lebte. Daneben besaß jede Dorfgemeinschaft ihren eigenen heiligen Ort, wo sie ihren Ahnen Opfergaben darbrachten. Trägerinnen der Religion waren die inibs, die Schamaninnen der Dörfer. Die Siraya scheinen keinen formalisierten Kultus gekannt zu haben – jede Schamanin gestaltete Riten nach ihrem Gutdünken. Das religiöse Wissen wurde mündlich tradiert.

## Untergang der Siraya
Als die niederländischen Kolonialherren nach Taiwan kamen, hatten die indigenen Völker bereits ein Territorialproblem und versuchten auf verschiedene Weisen, das Bevölkerungswachstum in den Griff zu bekommen. Die Siraya und andere Ethnien des flachen Teils der Insel bekriegten sich in lokalen Fehden, bei denen Kopfjagd vorkam.
Sowohl die Han als auch die niederländischen Kolonialherren betrachteten die Siraya als minderwertige Barbaren, die es zu „zivilisieren“ galt. Dies geschah insbesondere durch die Anstrengung von christlichen Missionaren, aber auch durch geschicktes Ausnutzen der bereits vorher bestehenden Rivalitäten zwischen den indigenen Völkern Taiwans.
Der Missionar Candidius, dessen Briefe erhalten geblieben sind, beschrieb, wie die Ritualplätze, an denen die Siraya ihre Ahnen verehrten, zerstört wurden. Candidius versicherte der Kolonialverwaltung, dass die Schamaninnen ein besonderes Hindernis für die Christianisierung seien: „Ihre Priesterinnen [...] sind alte Frauen, die das genaue Gegenteil von dem lehren, was ich lehre. Sie dulden es nicht, dass ihr abergläubischer Götzendienst oder ihre üblen Praktiken auch nur im Geringsten geändert oder verächtlich gemacht werden.“
Nachdem die Kolonialverwaltung ungefähr 250 Schamaninnen aus den Dörfern entfernt und in die Verbannung geschickt hatte, war es für die Missionare einfacher, den Siraya ihre christlichen (Moral-)Vorstellungen einzupflanzen und so die Kultur der Siraya zu untergraben. Die Abtreibung wurde verboten, die vorehelichen und ehelichen sexuellen Freiheiten eingeschränkt und die monogame Ehe eingeführt. Insbesondere durch Letztere wurden die Großfamilien, die vormals die Grundzellen der Siraya-Kultur darstellten, auseinandergerissen. Auch die traditionelle Arbeitsteilung zwischen den Geschlechtern wurde aufgehoben: mit der Einführung patrilinearer Kleinfamilien arbeiteten nun auch Männer im Ackerbau, und nach niederländischem Recht gehörte das Land dem Mann, nicht mehr der Muttersippe. Hinzu kam ein starker Bevölkerungsanstieg, der zu weiteren sozialen und ökologischen Problemen führte.
Die Niederländer bestimmten in jedem Dorf einen „Häuptling“, der als Stellvertreter der Kolonialverwaltung fungieren und ihren Willen in seinem Dorf umsetzen sollte. Dazu wurde ein beliebiger unzufriedener Mann ausgewählt, der sich jedoch bereits zuvor in Fehden oder anderweitig bewährt hatte. Diesem war „sein“ Dorf fortan Gehorsam schuldig. Der „Häuptling“ wurde mit einer holländischen Flagge und einem Samtmantel ausgerüstet und musste der Kolonialverwaltung Gehorsam schwören. Daneben wurde eine Reihe von Gesetzen erlassen, durch die die Lebensgrundlagen der Siraya zerstört wurden: Sie durften bei Bevölkerungsanstieg keine neuen Dörfer mehr gründen und sich, wenn der Boden ausgelaugt war, nicht mehr anderswo ansiedeln. Handelten die Siraya diesen Anweisungen zuwider, verhängten die Kolonialherren drastische Strafen, die durch die „Häuptlinge“ oder andere Personen aus dem Volk der Siraya ausgeführt werden mussten. Weitere Strafen wurden verhängt, wenn die Siraya (und andere indigene Völker) die Han daran hinderten, sich auf ihrem Land oder in ihren Dörfern anzusiedeln oder in ihren Wäldern zu jagen. Die Strafen bestanden in der Verwüstung von Häusern und Feldern eines Dorfes oder im Köpfen von „Aufrührern“.